# U–48
Az U–48 a második világháború legsikeresebb német tengeralattjárója. Pályafutása során 52 hajót elsüllyesztett, hármat megrongált. A szövetségeseknek – az elsüllyesztett és megrongált hajókat együtt számolva – 328 ezer 414 regisztertonna veszteséget okozott. Részt vett a Rösing és a West farkasfalkában.

## Története
Az U–48 VIIB típusú tengeralattjáró volt. Ez az osztály, mivel 33 tonnával több üzemanyagot szállított, nagyobb hatótávolságú (16 095 kilométer) volt mint elődje, a VIIA típus. A Kielben gyártott hajót 1939. április 22-én állították szolgálatba.
A tengeralattjárónak öt kapitánya volt. Az U–48 12 nagyobb bevetésen vett részt, amelyek során 325 napot töltött a tengeren.
A hajót több alkalommal is támadták a szövetségesek. 1940. április 13-án, miközben az U–48 megkísérelte elsüllyeszteni az HMS Warspite rombolót, mélyvízi bombák könnyebben megrongálták. 1940. augusztus 25. kora reggelén a tengeralattjáró két teherhajót is elsüllyesztett a HX–65A kódjelű konvojból, amikor rátámadt az HMS Godetia. Az U–48 ezt sérülés nélkül megúszta. Kevesebb, mint egy éven belül ismét könnyebben megsérült, amikor brit rombolók mélyvízi bombákkal próbálták megsemmisíteni. 1941. április 2-án az U–48 komolyabban megrongálódott a süllyedő Beaverdale-en bekövetkező robbanásban. 1941. június 2. és június 8. között a West farkasfalka tagjaként, majd június 12-15. között a parancsnokáról elnevezett Rösing farkasfalkában tevékenykedett.
A tengeralattjárót 1943-ban kivonták a hadrendből, és Neustadtban állomásozott egészen 1945. május 3-áig, amikor a német haditengerészek elsüllyesztették, hogy ne kerüljön a szövetségesek kezébe.

## A Royal Sceptre megtorpedózása
Az U–48 1939. szeptember 5-én süllyesztette el első hajóját, a brit Royal Sceptre teherszállítót. Herbert Schultze megvárta, amíg a legénység elhagyta a hajót, és csak ezután torpedózta meg a gőzöst. Norman Hartley első tiszt később elmondta, hogy a tengeralattjáró parancsnoka megkérdezte a mentőcsónakba szálló legénységet, van-e élelmiszerük, ivóvizük, sebesültjük. A német kapitány ezután tájékoztatott egy másik angol hajót, az SS Browningot arról, hogy hol találja a mentőcsónakokat. Az SS Browning felvette a hajótörötteket, majd továbbhajózott velük úti célja, Brazília felé. Nagy-Britanniában ezt nem tudták, és hosszú időn át úgy gondolták, hogy a német búvárhajó magára hagyta a Royal Sceptre legénységét a nyílt tengeren. Winston Churchill angol miniszterelnök emiatt bestiális kalóztámadásnak nevezte az eseményt.

## A City of Benares megtorpedózása
1940. szeptember 18-án, egy perccel éjfél után torpedótalálat érte az OB–213-as kódjelű konvoj egyik hajóját, a City of Benarest. Az U–48 által kilőtt torpedó robbanása után fél órával az utasszállítóhajó, 253 mérföldre az írországi Rockall sziklától nyugat-délnyugatra, elsüllyedt. A hajó negyedórával korábban szerencsésebb volt, akkor két torpedó is elkerülte.
A City of Benares volt a konvoj zászlóshajója, amely a középső oszlop élén haladt. A sérült hajót sikerült negyedóra alatt kiüríteni, de problémák adódtak a mentőcsónakok leeresztésével. A helyzetet súlyosbította, hogy a hajó 600 mérföldre volt a legközelebbi szárazföldtől, amikor találat érte.
Az HMS Hurricane 105 túlélőt vett fedélzetére, 42 további hajótörött még nyolc napig hánykolódott a tengeren, amíg az HMS Anthony rájuk nem bukkant. A legénység 121 tagja, köztük a konvoj parancsnoka és a hajó kapitánya, valamint 134 utas meghalt.
A hajó fedélzetén 90 gyermek utazott, akiket Nagy-Britanniából Kanadába vitt a hajó, hogy kimenekítsék őket a német légitámadások elől. Közülük 77-en meghaltak. A City of Benares tragédiája után a brit kormány nem küldött több gyermeket a tengerentúlra.

## Kapitányok
| Név                 | Kezdőnap             | Zárónap             |
| ------------------- | -------------------- | ------------------- |
| Herbert Schultze    | 1939. április 22.    | 1940. május 20.     |
| Hans-Rudolf Rösing  | 1940. május 21.      | 1940. szeptember 3. |
| Heinrich Bleichrodt | 1940. szeptember 4.  | 1940. december 16.  |
| Herbert Schultze    | 1940. december 17.   | 1941. július 27.    |
| Diether Todenhagen  | 1942. szeptember 26. | 1943. október       |

## Őrjáratok
| Indulás       | Indulónap           | Érkezés       | Zárónap              |
| ------------- | ------------------- | ------------- | -------------------- |
| Kiel          | 1939. augusztus 19. | Kiel          | 1939. szeptember 17. |
| Kiel          | 1939. október 4.    | Kiel          | 1939. október 25.    |
| Kiel          | 1939. november 20.  | Kiel          | 1939. december 20.   |
| Kiel          | 1940. január 24.    | Kiel          | 1940. február 26     |
| Kiel          | 1940. május 26.     | Kiel          | 1940. június 29.     |
| Kiel          | 1940. augusztus 7.  | Lorient       | 1940. augusztus 28.  |
| Lorient       | 1940. szeptember 8. | Lorient       | 1940. szeptember 25. |
| Lorient       | 1940. október 5.    | Kiel          | 1940. október 27.    |
| Kiel          | 1941. január 20     | Saint-Nazaire | 1941. február 27.    |
| Saint-Nazaire | 1941. március 17.   | Saint-Nazaire | 1941. április 8.     |
| Saint-Nazaire | 1941. május 22.     | Bergen        | 1941.június 17.      |
| Bergen        | 1941. június 19.    | Kiel          | 1941. június 21.     |

## Elsüllyesztett és megrongált hajók
| Dátum                | Hajó neve              | Nemzetisége        | Brt    | Konvoj |
| -------------------- | ---------------------- | ------------------ | ------ | ------ |
| 1939. szeptember 5.  | Royal Sceptre          | Egyesült Királyság | 4853   |        |
| 1939. szeptember 8.  | Winkleigh              | Egyesült Királyság | 5055   |        |
| 1939. szeptember 11. | Firby                  | Egyesült Királyság | 4869   |        |
| 1939. október 12.    | Emile Miguet           | Franciaország      | 14 115 | KJ-2   |
| 1939. október 13.    | Heronspool             | Egyesült Királyság | 5202   | OB-17  |
| 1939. október 13.    | Louisiane              | Franciaország      | 6903   | OA-17  |
| 1939. október 14.    | Sneaton                | Egyesült Királyság | 3677   |        |
| 1939. november 17.   | Clan Chisholm          | Egyesült Királyság | 7256   | HG-3   |
| 1939. november 27.   | Gustaf E. Reuter       | Svédország         | 6336   |        |
| 1939. december 8.    | Brandon                | Egyesült Királyság | 6668   | OB-48  |
| 1939. december 9.    | San Alberto            | Egyesült Királyság | 7397   | OB-48  |
| 1939. december 15.   | Germaine               | Görögország        | 5217   |        |
| 1940. február 10.    | Burgerdijk             | Hollandia          | 6853   |        |
| 1940. február 14.    | Sultan Star            | Egyesült Királyság | 12 306 |        |
| 1940. február 15.    | Den Haag               | Hollandia          | 8 971  |        |
| 1940. február 17.    | Wilja                  | Finnország         | 3396   |        |
| 1940. június 5.      | Stancor                | Egyesült Királyság | 798    |        |
| 1940. június 7.      | Eros*                  | Egyesült Királyság | 5888   |        |
| 1940. június 7.      | Frances Massey         | Egyesült Királyság | 4212   |        |
| 1940. június 11.     | Violando N. Goulandris | Görögország        | 3598   |        |
| 1940. június 19.     | Baron Loudoun          | Egyesült Királyság | 3164   | HG-34F |
| 1940. június 19.     | British Monarch        | Egyesült Királyság | 5661   | HG-34F |
| 1940. június 19.     | Tudor                  | Norvégia           | 6607   | HG-34F |
| 1940. június 20.     | Moordrecht             | Hollandia          | 7493   | HX-49  |
| 1940. augusztus 16.  | Hedrun                 | Svédország         | 2325   | OB-197 |
| 1940. augusztus 19.  | Ville de Gand          | Belgium            | 7590   |        |
| 1940. augusztus 24.  | La Brea                | Egyesült Királyság | 6665   | HX-65  |
| 1940. augusztus 25.  | Athelcrest             | Egyesült Királyság | 6825   | HX-65A |
| 1940. augusztus 25.  | Empire Merlin          | Egyesült Királyság | 5763   | HX-65A |
| 1940. szeptember 15. | Alexandros             | Görögország        | 4343   | SC-3   |
| 1940. szeptember 15. | Empire Volunteer       | Egyesült Királyság | 5319   | SC-3   |
| 1940. szeptember 15. | HMS Dundee             | Egyesült Királyság | 1060   | SC-3   |
| 1940. szeptember 18. | City of Benares        | Egyesült Királyság | 11 081 | OB-213 |
| 1940. szeptember 18. | Magdalena              | Egyesült Királyság | 3118   | SC-3   |
| 1940. szeptember 18. | Marina                 | Egyesült Királyság | 5088   | OB-213 |
| 1940. szeptember 21. | Blairangus             | Egyesült Királyság | 4409   | HX-72  |
| 1940. szeptember 21. | Broompark*             | Egyesült Királyság | 5136   | HX-72  |
| 1940. október 11.    | Brandanger             | Norvégia           | 4624   | HX-77  |
| 1940. október 11.    | Port Gisborne          | Egyesült Királyság | 8390   | HX-77  |
| 1940. október 12.    | Davanger               | Norvégia           | 7102   | HX-77  |
| 1940. október 17.    | Languedoc              | Egyesült Királyság | 9512   | SC-7   |
| 1940. október 17.    | Scoresby               | Egyesült Királyság | 3843   | SC-7   |
| 1940. október 18.    | Sandsend               | Egyesült Királyság | 3612   | OB-228 |
| 1940. október 20.    | Shirak                 | Egyesült Királyság | 6023   | HX-79  |
| 1941. február 1.     | Nicolas Angelos        | Görögország        | 4351   |        |
| 1941. február 24.    | Nailsea Lass           | Egyesült Királyság | 4289   | SLS-64 |
| 1941. március 29.    | Germanic               | Egyesült Királyság | 5352   | HX-115 |
| 1941. március 29.    | Hylton                 | Egyesült Királyság | 5197   | HX-115 |
| 1941. március 29.    | Limbourg               | Belgium            | 2483   | HX-115 |
| 1941. április 2.     | Beaverdale             | Egyesült Királyság | 9957   |        |
| 1941. június 3.      | Inversuir*             | Egyesült Királyság | 9957   | OB-327 |
| 1941. június 5.      | Wellfield              | Egyesült Királyság | 6054   | OB-328 |
| 1941. június 6.      | Tregarthen             | Egyesült Királyság | 5201   | OB-329 |
| 1941. június 8.      | Pendrecht              | Hollandia          | 10 746 | OB-329 |
| 1941. június 12.     | Empire Dew             | Egyesült Királyság | 7005   |        |

* A csillaggal jelölt hajók nem süllyedtek el, csak megrongálódtak